# Pierre de Corbeil

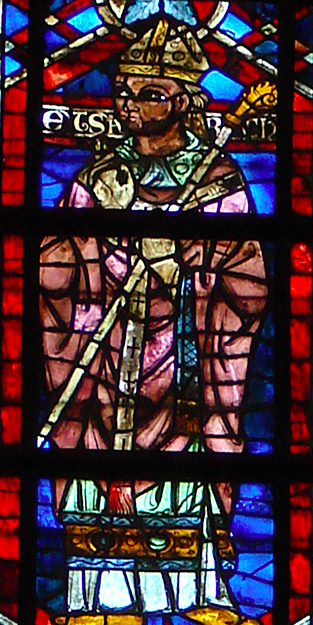
Buntglasfenster der Kathedrale von Troyes

Pierre de Corbeil (* um 1150 in Corbeil; † 3. Juni 1221 (oder 1222)) war ein französischer Geistlicher und Theologieprofessor.

## Leben
Sein Bruder, Michel de Corbeil, war nacheinander Kanoniker der Abtei Saint-Géry in Cambrai, Archidiakon der Kathedrale von Brüssel, Dekan der Kirchen von Laon und Paris, wo er auch Schulmeister war, und Erzbischof von Sens in April 1194.
Mathilde, seine Schwester, war Äbtissin der Abtei Chelles.
Pierre ist der Großonkel von Renaud oder Réginald de Corbeil, Bischof von Paris.

### Paris
Piere war Prediger und Kanoniker in Paris. 1189 wurde er Magister der Theologie an der Universität von Paris. Einer seiner Schüler war Lotario dei Conti di Segni, der spätere Papst Innozenz III.
Im Jahr 1183 war Pierre Kaplan oder Premier Aumônier des französischen Königs Philipp August, doch bis zur Wahl Innozenz III. Anfang 1198 hatte er keine bedeutenden Pfründen inne.
Bei seiner Thronbesteigung 1198 bat Innozenz III. Richard Löwenherz, den König von England sowie den Dekan und das Kapitel von York, Pierre das Archidiakonat von York zu übertragen, das ihm der Erzbischof von York verliehen hatte, vom Kapitel jedoch nicht anerkannt wurde. Doch die Androhung kirchlicher Sanktionen sowie Beschwörungen und herzliche Empfehlungen scheinen wirkungslos gewesen zu sein, denn im Jahr 1198 war Pierre noch immer Kanoniker in Paris, wo er gemeinsam mit Bischof Odon de Sully versuchte, das Fête des Fous zu unterdrücken. Im Februar 1199, wahrscheinlich noch immer ein einfacher Kanoniker, wurde er vom Bischof von Paris beauftragt, einen Prozess zwischen den Kanonikern von Langres und ihrem Bischof Garnier de Rochefort zu richten.

### Bischof
Im Jahr 1199 wurde er schließlich zum Bischof von Cambrai ernannt, blieb dort jedoch nur für sehr kurze Zeit. Der Bischof von Cambrai hatte die Gerichtsbarkeit über ganz Flandern. Möglicherweise bat er Papst Innozenz III. um seine Versetzung auf den Bischofsstuhl von Sens, der nach dem Tod seines Bruders Michel vakant wurde. Hierzu gibt es eine Anekdote: Der Papst soll zu ihm gesagt haben: „ego te episcopavi“ (Ich habe dich zum Bischof gemacht), worauf Pierre geantwortet haben soll: „ego te papavi“ (Ich war es, der dich zum Papst gemacht hat).
Nach dem Tod von Richard Löwenherz, dem König von England, im Jahr 1199 nahmen die Franzosen den Kampf gegen die Engländer wieder auf, eroberten die Grafschaft Évreux und nahmen in Flandern angesehene Gefangene. Fisquet nennt als einen von ihnen den Bischof von Cambrai, Pierre (ohne zu spezifizieren, was ihn zu dieser Behauptung veranlasst). Darüber hinaus befand sich der Bischof von Beauvais, Philipp von Dreux, seit zwei Jahren in englischer Gefangenschaft. Der päpstliche Legat, Petrus Capuanus, verhängte ein Interdikt über Frankreich bis zur Freilassung des von den Franzosen festgehaltenen Prälaten und über die Normandie bis zur Freilassung von Philipp von Dreux. Darauf wurde die beiden Prälaten freigelassen.
Auf jeden Fall war Pierre frühestens im Jahr 1199, spätestens zu Beginn des Jahres 1200 Bischof von Sens, wie aus den Urkunden mehrerer Autoren hervorgeht. Aus der Chronik von Auxerre geht auch hervor, dass dieser Wechsel gegen den Willen der Mehrheit der örtlichen Geistlichen erfolgte: Das Kapitel von Sens hatte Hugues de Noyers, Bischof von Auxerre gewählt. Innozenz III. setzte jedoch Pierre ein und verlieh ihm gleichzeitig das Pallium.
Im Jahr 1201 unterzeichnete Pierre die Legitimationsurkunde der Kinder von König Philipp August und Agnes von Meranien. Im Jahr 1203 genehmigte er die Verlegung der Abtei von Passy in die Burg Jard, die 1204 von Innozenz III. bestätigt wurde. Er nahm 1204 am Konzil von Meaux zur Wiederherstellung des Friedens zwischen Frankreich und England teil.
Im Jahr 1207 beauftragte ihn der Papst mit der Regelung der Nachfolge der Grafen von Blois und Clermont, die bei den Kreuzzügen gefallen waren.
Nachdem er 1209 einen Kreuzzug gegen die Albigenser geführt hatte, nahm er am Konzil von Paris teil. Im Jahr 1216 gründete er in Courpalay eine Stiftskirche.
Pierre de Corbeil soll den Text und den Gesang für das Offizium des „Fête de l’âne“ (Eselsmesse) verfasst haben, die in einem Diptychon enthalten sind, das in der öffentlichen Bibliothek von Sens aufbewahrt wird.